# Mussaenda ferruginea
Mussaenda ferruginea är en måreväxtart som beskrevs av Karl Moritz Schumann. Mussaenda ferruginea ingår i släktet Mussaenda och familjen måreväxter. Inga underarter finns listade i Catalogue of Life.